# Nictheroy (1862)
La corbeta encorazada a vapor Nictheroy (Niterói e incluso Nichteroy) fue un navío de la Armada del Imperio del Brasil que sirvió en la Guerra de la Triple Alianza. 

## Historia
Tercera embarcación de ese nombre en la marina del Brasil, en homenaje a la ciudad de ese nombre del Estado de Río de Janeiro, fue construida en el Arsenal de Marina de Río de Janeiro según planos de Napoleão Level y botada el 8 de abril de 1862.
El Nictheroy era un buque impulsado por una máquina de vapor con una potencia de 200 HP que le permitían alcanzar una velocidad máxima de 7 nudos. 
Su eslora era de 58.38 m, manga de 12.19 m, puntal de 6.60 m y un calado de 5.36 m, con un desplazamiento de 1819 t. 
Montaba 14 cañones de 68. 
El 6 de abril de 1863 se incorporó a la armada y el 28 de junio efectuó su viaje inaugural.
En 1864 transportó al Río de la Plata al almirante Tamandaré, enviado por su gobierno para reforzar con la amenaza militar las reclamaciones al gobierno uruguayo que provocarían finalmente la Invasión Brasileña de 1864.
Iniciada la invasión, en 1865 participó del ataque a Paysandú.
El 28 de octubre de 1866 participó del rescate de los náufragos de los mercantes franceses Napoleón III y Marie Élise, hundidos frente al puerto de la ciudad de Buenos Aires durante un fuerte temporal.
En enero de 1867 condujo a Río de Janeiro a los almirantes Tamandaré y Francisco Manuel Barroso da Silva.
En abril siguió viaje a Pará al mando del capitán de mar y guerra Pedro Antônio F. da Silva para tomar parte de los actos del 1 de junio por la apertura del río Amazonas a la navegación internacional.
El 31 de julio de 1868 una de sus lanchas tomó parte del combate de Laguna Verá.
El 10 de febrero de 1870, al mando del capitán de mar y guerra Artur Silveira da Mota, futuro barón de Jaceguai, zarpó de Río de Janeiro en viaje de instrucción de guardiamarinas, arribando al Cabo de Buena Esperanza el 11 de marzo previas escalas en la isla Santa Elena, Fernando de Noronha, Recife, Bahía y las islas de Trinidad y Martín Vaz.
En 1872 efectuó nuevos viajes de instrucción de guardiamarinas visitando Lisboa, Plymouth, Cádiz, Gibraltar, Cartagena, Tolón, La Spezia, Nápoles, Pisa, Trieste, Venecia, Constantinopla, Suez, Malta y Argel.
Durante 1875, al mando del capitánde mar y guerra José da Costa Azevedo, futuro barón de Ladário, realizó un nuevo viaje de instrucción visitando Recife, Faial, Plymouth, Le Havre, Cherbourg, Lisboa, Gibraltar, Nápoles, Palermo, Tánger, isla de Madeira y Salvador.